# Second Empire mexicain
Pour des articles plus généraux, voir Expédition du Mexique et Guerre de Réforme.
Pour les articles homonymes, voir Second Empire (homonymie).
1864–1867
Entités précédentes :
- Régence du Mexique

Entités suivantes :
- États-Unis mexicains

Le Second Empire mexicain (en espagnol : Imperio Mexicano) est l'État gouverné par Maximilien de Habsbourg comme empereur du Mexique. Le Second Empire a été établi en 1864 après l'intervention des troupes françaises et des troupes conservatrices mexicaines.
Durant tout le Second Empire mexicain, la République mexicaine continua d'exister dans les territoires non contrôlés par les forces impériales et les troupes françaises ; le gouvernement républicain, les pouvoirs constitués de la République et le président de la République en la personne de Benito Juárez continuèrent leur mandat, et à aucun moment ils ne quittèrent le pays.

## Histoire

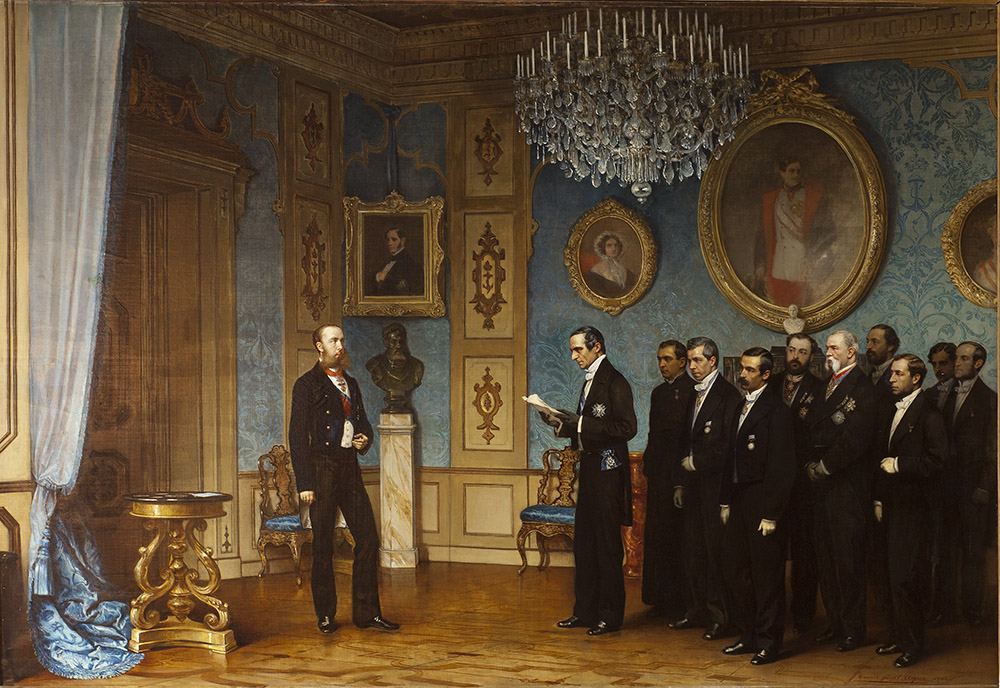
La commission mexicaine qui invita Maximilien de Habsbourg à occuper le trône du Mexique.

Appuyé par une nouvelle génération de libéraux soucieux de rénover la structure économique, sociale et politique du pays, Ignacio Comonfort est proclamé président. Il s'efforce de réconcilier tous les partis et de moderniser la structure économique du pays. Comonfort abolit les tribunaux religieux et militaires en 1856, supprime la propriété collective en matière de biens fonciers. Le clergé qui était le principal propriétaire foncier du pays se voit contraint de vendre ses terres, mais seuls les riches purent les acquérir. Quelques soulèvements éclatèrent, dirigés parfois par des catholiques (comme Miguel Miramón et Tomás Mejía) financés par l'Église et les conservateurs.
En 1857, une nouvelle Constitution est proclamée, mais le général conservateur Ignacio Zuloaga se fait nommer président et abroge les lois de Réforme, ce qui provoque une nouvelle guerre civile. Après trois années de lutte, Benito Juárez est élu président. Les libéraux décident alors la confiscation des biens du clergé, la séparation de l'Église et de l'État et la suppression des ordres religieux. Ruiné par les troubles et l'absence momentanée de rentrées fiscales, l'État doit suspendre le remboursement de sa dette extérieure. La France, le Royaume-Uni et l'Espagne décident alors d'intervenir.

### L'offre de la couronne mexicaine
Une assemblée des notables, composée de 250 membres y compris les 35 nommés du 16 juin, se prononça le 10 juillet 1863 sur les questions de gouvernement :
- la nation mexicaine adopte pour forme de gouvernement la monarchie tempérée et héréditaire, sous un prince catholique ;
- le souverain prendra le titre d'empereur du Mexique ;
- la couronne impériale sera offerte à S.A.I. le prince Ferdinand-Maximilien, archiduc d'Autriche, pour lui et ses descendants ;
- dans le cas où, par des circonstances qu'on ne peut prévoir, l'archiduc Ferdinand-Maximilien ne prendrait pas possession du trône qui lui est offert, la nation mexicaine s'en remet à la bienveillance de S.M. Napoléon III, empereur des Français, pour qu'il désigne un autre prince catholique à qui la couronne sera offerte.

### Membres de la commission mexicaine
Une commission mexicaine fut envoyée à Miramare pour inviter Maximilien à occuper le trône du Mexique, composée de :
1. José María Gutiérrez Estrada ;
2. José Manuel Hidalgo ;
3. Ignacio Aguilar y Marocho ;
4. Francisco Javier Miranda ;
5. Joaquín Velázquez de León ;
6. Adrián Woll ;
7. Tomás Murphy ;
8. Antonio Escandón ;
9. Antonio Suárez Peredo ;
10. José Maria de Landa ;
11. Angel Iglesias y Domínguez.

### Histoire du Second Empire mexicain
Alors que le Royaume-Uni et l'Espagne se contentent finalement d'un compromis, l'armée française, après avoir débarqué à Veracruz, monte jusqu'à Orizaba, puis jusqu'à Puebla qu'elle tente de prendre d'assaut. Elle est repoussée le 5 mai 1862. Cette victoire est célébrée, à présent, chaque année au Mexique comme le Cinco de Mayo. L'année suivante, grâce à de nouveaux renforts, le général Forey s'empare de Puebla, et finalement occupe Mexico. Mais déjà Benito Juárez organise la défense dans le Nord.
En 1864, l'archiduc Maximilien d'Autriche, frère cadet de l'empereur François-Joseph, accepte le trône que lui proposent les conservateurs mexicains, en accord avec Napoléon III qui, en échange, promet de les soutenir militairement.
Le 24 mai 1864, le couple impérial débarqua à Veracruz, sous la protection des troupes françaises. Aveuglés par le faste de leur mission, Maximilien et Charlotte ne réalisèrent pas immédiatement qu'ils entraient dans le processus aléatoire d'une guerre de conquête. Bien que libéral, Maximilien restait un Habsbourg : pétri d'étiquette et persuadé de ses dons politiques, il se heurta à une réalité mexicaine dont il ne saisit pas toute la complexité.
Le malentendu ne fit que s'aggraver au cours des années. Poussé par le général Bazaine, il accepta de cautionner les exactions contre les représentants des autorités républicaines de Benito Juárez. Partout, les forces de l'Empire sont repoussées par les armées de la République et les guérilleros juaristes, appuyés matériellement par les États-Unis. Face aux critiques du Corps législatif, à Paris, Napoléon doit finalement céder et retirer ses troupes. Avec sa petite armée de partisans mexicains, Maximilien tentera, sans succès, de résister.
L'impératrice Charlotte entreprit un voyage dans les capitales européennes lorsqu'elle prit conscience de la gravité de la situation, renforcée par le retrait des troupes françaises, pour tenter, sans succès, d'obtenir un soutien militaire et financier.
Finalement encerclé à Querétaro avec les généraux conservateurs Mejia et Miguel Miramón, l'empereur Maximilien doit se rendre. Peut-être trahi par certains de ses proches, Maximilien fut arrêté, condamné à mort par une cour martiale et exécuté le 19 juin 1867.

### Collectivité territoriale
|        | \| # \| Département \| Superficie \| Population \| # \| Département \| Superficie \| Population \| \| ------ \| ----------- \| ---------- \| ---------- \| ------- \| --------------- \| ---------- \| ---------- \| \| I \| Yucatán \| 4 902 \| 263 547 \| II \| Campeche \| 2 975 \| 126 368 \| \| III \| La Laguna \| 1 685 \| 47 000 \| IV \| Tabasco \| 1 905 \| 99 930 \| \| V \| Chiapas \| 1 871 \| 157 317 \| VI \| Tehuantepec \| 1 999 \| 85 275 \| \| VII \| Oaxaca \| 1 839 \| 235 845 \| VIII \| Ejutla \| 1 157 \| 93 675 \| \| IX \| Teposcolula \| 1 352 \| 160 720 \| X \| Veracruz \| 2 119 \| 265 159 \| \| XI \| Tuxpan \| 1 325 \| 97 940 \| XII \| Puebla \| 1 141 \| 467 788 \| \| XIII \| Tlaxcala \| 1 030 \| 339 571 \| XIV \| Valle de México \| 410 \| 481 796 \| \| XV \| Tulancingo \| 1 030 \| 266 678 \| XVI \| Tula \| 617 \| 178 174 \| \| XVII \| Toluca \| 1 095 \| 311 853 \| XVIII \| Iturbide \| 833 \| 157 619 \| \| XIX \| Querétaro \| 946 \| 273 515 \| XX \| Guerrero \| 1 668 \| 124 836 \| \| XXL \| Acapulco \| 1 965 \| 97 949 \| XXII \| Michoacán \| 1 750 \| 417 378 \| \| XXIII \| Tancítaro \| 1 194 \| 179 100 \| XXIV \| Coalcomán \| 993 \| 96 450 \| \| XXV \| Colima \| 1 131 \| 136 733 \| XXVI \| Jalisco \| 1 252 \| 219 987 \| \| XXVII \| Autlán \| 1 394 \| 82 624 \| XXVIII \| Nayarit \| 1 718 \| 78 605 \| \| XXIX \| Guanajuato \| 1 452 \| 601 850 \| XXX \| Aguascalientes \| 1 768 \| 433 151 \| \| XXXI \| Zacatecas \| 1 785 \| 192 823 \| XXXII \| Fresnillo \| 2 299 \| 82 860 \| \| XXXIII \| Potosí \| 2 166 \| 308 116 \| XXXIV \| Matehuala \| 2 097 \| 82 427 \| \| XXXV \| Tamaulipas \| 1 969 \| 71 470 \| XXXVI \| Matamoros \| 2 195 \| 40 034 \| \| XXXVII \| Nuevo León \| 2 379 \| 152 645 \| XXXVIII \| Coahuila \| 3 996 \| 63 178 \| \| XXXIX \| Mapimí \| 4 528 \| 6 777 \| XL \| Mazatlán \| 2 116 \| 94 387 \| \| XLI \| Sinaloa \| 2 576 \| 82 185 \| XLII \| Durango \| 3 394 \| 103 608 \| \| XLIII \| Nazas \| 3 089 \| 46 495 \| XLIV \| Álamos \| 2 657 \| 41 041 \| \| XLV \| Sonora \| 4 198 \| 80 129 \| XLVI \| Arizona \| 4 852 \| 25 603 \| \| XLVII \| Huejuquilla \| 4 479 \| 16 092 \| XLVIII \| Batopilas \| 2 967 \| 71 481 \| \| XLIX \| Chihuahua \| 5 341 \| 65 824 \| L \| Californie \| 8 437 \| 12 420 \| |            |            |         |                 |            |            |
| #      | Département | Superficie | Population | #       | Département     | Superficie | Population |
| I      | Yucatán | 4 902      | 263 547    | II      | Campeche        | 2 975      | 126 368    |
| III    | La Laguna | 1 685      | 47 000     | IV      | Tabasco         | 1 905      | 99 930     |
| V      | Chiapas | 1 871      | 157 317    | VI      | Tehuantepec     | 1 999      | 85 275     |
| VII    | Oaxaca | 1 839      | 235 845    | VIII    | Ejutla          | 1 157      | 93 675     |
| IX     | Teposcolula | 1 352      | 160 720    | X       | Veracruz        | 2 119      | 265 159    |
| XI     | Tuxpan | 1 325      | 97 940     | XII     | Puebla          | 1 141      | 467 788    |
| XIII   | Tlaxcala | 1 030      | 339 571    | XIV     | Valle de México | 410        | 481 796    |
| XV     | Tulancingo | 1 030      | 266 678    | XVI     | Tula            | 617        | 178 174    |
| XVII   | Toluca | 1 095      | 311 853    | XVIII   | Iturbide        | 833        | 157 619    |
| XIX    | Querétaro | 946        | 273 515    | XX      | Guerrero        | 1 668      | 124 836    |
| XXL    | Acapulco | 1 965      | 97 949     | XXII    | Michoacán       | 1 750      | 417 378    |
| XXIII  | Tancítaro | 1 194      | 179 100    | XXIV    | Coalcomán       | 993        | 96 450     |
| XXV    | Colima | 1 131      | 136 733    | XXVI    | Jalisco         | 1 252      | 219 987    |
| XXVII  | Autlán | 1 394      | 82 624     | XXVIII  | Nayarit         | 1 718      | 78 605     |
| XXIX   | Guanajuato | 1 452      | 601 850    | XXX     | Aguascalientes  | 1 768      | 433 151    |
| XXXI   | Zacatecas | 1 785      | 192 823    | XXXII   | Fresnillo       | 2 299      | 82 860     |
| XXXIII | Potosí | 2 166      | 308 116    | XXXIV   | Matehuala       | 2 097      | 82 427     |
| XXXV   | Tamaulipas | 1 969      | 71 470     | XXXVI   | Matamoros       | 2 195      | 40 034     |
| XXXVII | Nuevo León | 2 379      | 152 645    | XXXVIII | Coahuila        | 3 996      | 63 178     |
| XXXIX  | Mapimí | 4 528      | 6 777      | XL      | Mazatlán        | 2 116      | 94 387     |
| XLI    | Sinaloa | 2 576      | 82 185     | XLII    | Durango         | 3 394      | 103 608    |
| XLIII  | Nazas | 3 089      | 46 495     | XLIV    | Álamos          | 2 657      | 41 041     |
| XLV    | Sonora | 4 198      | 80 129     | XLVI    | Arizona         | 4 852      | 25 603     |
| XLVII  | Huejuquilla | 4 479      | 16 092     | XLVIII  | Batopilas       | 2 967      | 71 481     |
| XLIX   | Chihuahua | 5 341      | 65 824     | L       | Californie      | 8 437      | 12 420     |